# 1962-es argentin labdarúgó-bajnokság (első osztály)
Az 1962-es Primera División volt a 71. alkalommal megrendezett, legmagasabb szintű labdarúgó-bajnokság Argentínában.
A címvédő a Racing Club volt. A tornát a Boca Juniors csapata nyerte meg, a bajnokság történetében tizennegyedjére.
A bajnokság 1962. március 25-én kezdődött és december 12-én ért véget.

## Tabella
| Hely. | Csapat                  | M  | Gy | D  | V  | G+ | G– | Gk  | P  | Továbbjutás vagy kiesés                         |
| ----- | ----------------------- | -- | -- | -- | -- | -- | -- | --- | -- | ----------------------------------------------- |
| 1.    | Boca Juniors (B)        | 28 | 18 | 7  | 3  | 45 | 18 | +27 | 43 | Bajnokcsapat; kvalifikált a Copa Libertadoresbe |
| 2.    | River Plate             | 28 | 18 | 5  | 5  | 61 | 28 | +33 | 41 |                                                 |
| 3.    | Gimnasia y Esgrima (LP) | 28 | 16 | 6  | 6  | 47 | 28 | +19 | 38 |                                                 |
| 4.    | Independiente           | 28 | 12 | 11 | 5  | 41 | 27 | +14 | 35 |                                                 |
| 5.    | Chacarita Juniors       | 28 | 12 | 6  | 10 | 51 | 44 | +7  | 30 |                                                 |
| 6.    | Rosario Central         | 28 | 10 | 10 | 8  | 38 | 31 | +7  | 30 |                                                 |
| 7.    | Atlanta                 | 28 | 11 | 6  | 11 | 34 | 28 | +6  | 28 |                                                 |
| 8.    | Huracán                 | 28 | 10 | 8  | 10 | 36 | 35 | +1  | 28 |                                                 |
| 9.    | Racing Club             | 28 | 8  | 10 | 10 | 39 | 41 | −2  | 26 |                                                 |
| 10.   | Argentinos Juniors      | 28 | 8  | 7  | 13 | 46 | 53 | −7  | 23 |                                                 |
| 11.   | San Lorenzo             | 28 | 7  | 8  | 13 | 39 | 51 | −12 | 22 |                                                 |
| 12.   | Ferro Carril Oeste (K)  | 28 | 6  | 10 | 12 | 34 | 52 | −18 | 22 | Kiesett                                         |
| 13.   | Vélez Sarsfield         | 28 | 5  | 11 | 12 | 35 | 55 | −20 | 21 |                                                 |
| 14.   | Estudiantes (LP)        | 28 | 5  | 10 | 13 | 34 | 53 | −19 | 20 |                                                 |
| 15.   | Quilmes (F, K)          | 28 | 3  | 7  | 18 | 26 | 62 | −36 | 13 | Kiesett                                         |